# マジックカーペット (路面電車車両)
マジックカーペット（Magic Carpet）は、サンフランシスコ市営鉄道（San Francisco Municipal Railway）が1939年に導入した路面電車車両の愛称である。

## 概要
1936年以降、アメリカやカナダ各地の路面電車にはPCCカーと呼ばれる高性能の電車が多数導入され好評を博していた。だが1930年代のサンフランシスコ都市憲章では、PCCカーの展開を実施していたTRC（Transit Research Corporation）へのライセンス料を含む特許権使用料の支払いが禁じられていたため、PCCカーに類似した車両を導入する事となった。これが"マジックカーペット"と呼ばれる一連の車両である。
PCCカーの中でもバス窓と呼ばれる小窓を有さない戦前型（Pre war）に類似した両運転台式の車体を有し、集電装置となるポールは車体屋根上の左右に、乗降扉も車体両端・両側面に設置されていた。PCCカーと異なるのは速度制御をPCCカーが足踏みペダルで行う一方、"マジックカーペット"は従来の路面電車車両と同様に主幹制御器を用いて行う点である。主電動機を含む電気機器はゼネラル・エレクトリックが製造を手掛けた。
1939年に5両（1001-1005）が導入され、当初開催されていたニューヨーク万国博覧会を記念し車体下部が青色、上部が金色と言う特別塗装で登場した。高性能で騒音も少ない車両は高い人気を博し、魔法の絨毯を意味する"マジックカーペット"と言う愛称の由来となった。第二次世界大戦後は緑色やクリーム色を主体とした塗装に変更され、前述した禁止規制が解除された事で1948年から導入が開始された本物のPCCカーと共に使用されたが、1954年に市内電車が全列車ワンマン運転に切り替えられた際、手動レバーを用いて速度を制御するこれらの車両は運転士の業務が煩雑になる事が問題視された。その結果、同年以降"マジックカーペット"はラッシュ時のみの運転となり、1957年にセントルイス公共事業会社から譲渡された片運転台式のPCCカーに置き換えられる形で全車廃車された。
2019年現在、1003が製造当時の塗装に復元された上でアメリカ・カリフォルニア州のウェスタン鉄道博物館で動態保存されている他、サンフランシスコ市営鉄道・Fラインで動態保存されている両運転台式のPCCカー（1010）は"マジックカーペット"登場当時の塗装を纏っている。

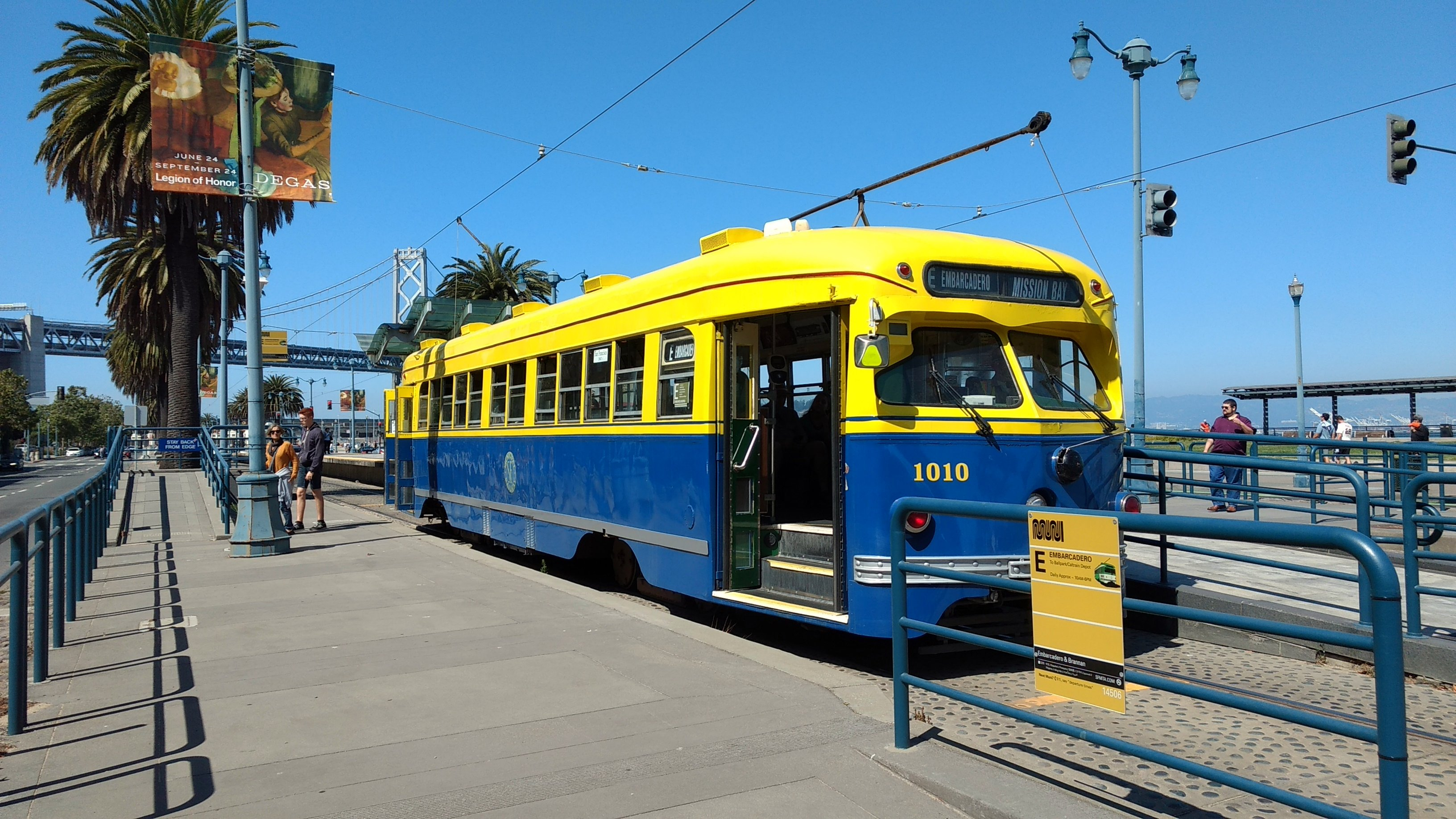
"マジックカーペット"の初期塗装に変更されたPCCカー・1010